# Werningerode
Werningerode is een deel van de landgemeente Sonnenstein in het landkreis Eichsfeld in het noorden van Thüringen in Duitsland. 
Werningerode is een van oorsprong Hoogduits sprekende plaats, en ligt aan de Uerdinger Linie.  